# Некрасово (Гомельский район)
Некрасово (бел. Някра́сава; до 1938 года — Хлусы) — посёлок в Долголесском сельсовете Гомельского района Гомельской области Беларуси.

## География

### Расположение
В 14 километрах от железнодорожной станции Чижовка (на линии Калинковичи — Гомель), 25 км на юго-запад от Гомеля.

### Гидрография
Кругом мелиоративные каналы, соединённые с рекой Днепр.

## Транспортная сеть
Транспортные связи по просёлочной, затем автомобильной дороге Михальки — Калинковичи — Гомель. Застройка бессистемная, деревянная, усадебного типа.

## История
Основан в начале 1920-х годов переселенцами из соседних деревень. В 1926 году в Михальковском сельсовете Дятловичского района Гомельского округа. В 1932 году жители вступили в колхоз. В 1940-41 годах в посёлок переселилась часть жителей посёлка Белый Берег (не существует). Во время Великой Отечественной войны 7 жителей погибли на фронте. В составе совхоза имени А.М. Горького (центр — деревня Долголесье).

## Население
- 1926 год — 6 дворов, 32 жителя.
- 2004 год — 7 хозяйств, 8 жителей.